# Hermannskarspitze
L'   Hermannskarspitz    è una montagna alta 2.472 m sopra il livello del mare,  cima sussidiaria del Marchspitze nelle Alpi dell'Algovia, nella Catena montuosa dell'Hornbach, nello stato federale austriaco del Tirolo, in Austria.
Ad essa è subordinata la Hermannskarturm, che si trova un po' più a sud sulla cresta. L'Hermannskarspitze si trova tra i capoluoghi dei comuni di Elbigenalp e Holzgau.